# جان دكاش
جان دكاش (8 نوفمبر 1986-) ممثل لبناني ومعالج درامي

## حياته ومشواره المهني
حاز على شهادة دراسات عليا في التمثيل والإخراج من معهد الفنون الجميلة في الجامعة اللبنانية ببيروت، ودرس الغناء الشرقي والعزف على العود في الكونسرفتوار الوطني العالي للموسيقى وأكمل دروس الغناء الشرقي في معهد الصوت العتيق في جبيل.
حاصل على شهادة الماجستر في العلاج بالدراما من جامعة الروح القدس - الكسليك 
إنطلق في عالم التمثيل عام 2006 من خلال مسلسل «حلم آذار»  أما بدايته الفعلية فكانت عام 2009 من خلاال مشاركته بطولة مسلسل «من أجل عينيها» ومسلسل «إذا الأرض مدوراً».
إشترك في إطلاق حملة «من القلب للقلب» حيث خصّص المبلغ المالي الذي جمعه الشباب المتطوعين لجمعية Kids First التي تُعنى بمعالجة الأطفال المصابين بالسرطان.
رشح لجائزة الموريكس دور كأفضل ممثل لبناني دور مساند عام 2013.
عام 2014، دخل الأكليريكية البطريكية المارونية بغزير لإختبار دعوته الكهنوتية لمدة سنة، شغل حينها منصب رئيس إقليم جونيه في أخويات شبيببة العذراء ثم عاد بعدها للفن.

## أعماله

### في التلفزيون
- (2024): العدالة
- (2023): وأخيراً
- (2021): دور العمر
- (2021): شهر 10
- (2021): أم بديلة
- (2021): حادث قلب
- (2019): بالقلب
- (2019): ما فيي
- (2018): الحب الحقيقي (ج2)
- (2018): ميادة وأولادها
- (2017): وين كنتي (ج2)
- (2017): متل القمر (ج2)
- (2017): ورد جوري
- (2017): الحب الحقيقي (ج1)
- (2013): العشق المجنون
- (2013): أوبيريج
- (2012): حلوة وكذابة
- (2011): الشحرورة
- (2011): من أجل عينيها
- (2011): زمان الشوك
- (2010): أجيال
- (2010): عيلة متعوب عليها
- (2009): دكتور هلا
- (2009): إذا الأرض مدورة
- (2006): حلم آذار

### في السينما
- (2013): حلوة كتير وكذابة

### جوائز
- لبنان 2021 - تكريم من مهرجان «الموريكس دور» عن دوره في مسلسلي «بالقلب» و«حادث قلب»[10]